# Alicanto
L'alicanto è una creatura mitologica della mitologia cilena, un uccello notturno che si dice abiti nel deserto di Atacama. 
Ha la particolarità di nutrirsi esclusivamente di oro e argento; questa alimentazione lo renderebbe incapace di volare ma farebbe risplendere le sue ali di riflessi dorati.
La leggenda narrava che i minatori che, vedendo la sua luce nella notte, l'avessero seguito di nascosto avrebbero infatti trovato l'oro. Tuttavia, se l'alicanto si fosse accorto di essere seguito, avrebbe condotto i suoi pedinatori in luoghi molto pericolosi per poi spegnere la luce delle sue ali, lasciando gli sventurati al buio e condannandoli quasi certamente a cadere in un crepaccio.